# Mercury (Savoie)
Mercury település Franciaországban, Savoie megyében. Lakosainak száma 3471 fő (2022. január 1.). Mercury Albertville, Allondaz, Gilly-sur-Isère, Marthod, Pallud, Plancherine, Thénésol, Verrens-Arvey és Faverges-Seythenex községekkel határos.

## Népesség
A település népességének változása:
| Lakosok száma | 2974 | 3046 | 3166 | 3088 | 3159 | 3299 | 3351 | 3411 | 3471 |
|               | 2013 | 2015 | 2016 | 2017 | 2018 | 2019 | 2020 | 2021 | 2022 |